# Съндърланд
Вижте пояснителната страница за други значения на Съндърланд.
Съндърланд (на английски: Sunderland) е град в Северна Англия, в административното графство Тайн и Уиър и в историческото графство Дърам. Разположен е на 15 km югоизточно от Нюкасъл, при вливането на река Уиър в Северно море. Населението му е около 178 хил. души (2001).
От 1986 година в града е разположен завод на японската автомобилна компания „Нисан“, най-голямото автомобилостроително предприятие в страната.

## Личности
Родени
- На мястото на днешния Съндърланд е роден историкът Беда Достопочтени (673 – 735)
- Дон Еъри (р. 1948) английски рокпианист

## Побратимени градове
- Вашингтон, САЩ от 2006 г.
- Харбин, Китай